# The Academy Is...
The Academy Is... – amerykański zespół założony w Hoffman Estates w stanie Illinois. Ich muzyka jest odbierana jako pop-rock, pop punk, punk, a także indie rock.
Początkowo nosił nazwę The Academy, ale w 2004 roku jego członkowie dodali Is.., aby uniknąć komplikacji związanych z zespołami o takiej samej nazwie.

## Życiorys
Lider The Academy Is…, William Beckett i gitarzysta zespołu, Mike Carden, byli w rywalizujących ze sobą zespołach na lokalnej scenie Chicago. Beckett ostatecznie pozostawił swój zespół. Czekał na coś poważniejszego w związku z muzyką i szukał kogoś, kto również podziela jego pasję. Zespół Mike’a rozpadł się i zaprzyjaźnił się z Williamem dzięki długim konwersacjom dotyczącym muzyki. Po pewnym czasie zdecydowali sprawdzić się pisząc piosenki. I tak narodziła się formacja The Academy Is…
Mike i William kochali klasyki muzyki rockowej – Pink Floyd, Led Zeppelin, U2. Elementy klasyki rocka w połączeniu z eklektycznymi wpływami alternatywy takich jak Weezer czy Death Cab For Cutie ustanowiły fundamenty dla "Almost Here".
Po tym jak basista Adam T. Siska wstąpił w szeregi zespołu wraz z Adrianem LaTrace Jr i Mike DelPrincipe, zespół wybrał się do studia i nagrał EP dla LLR Records. Basista zespołu Fall Out Boy – Pete Wentz usłyszał The Academy Is… i był pod wrażeniem. Przekonał firmę fonograficzną, w której nagrywa Fueled by Ramen, aby ich sprawidzili. Fueled by Ramen natychmiast podpisał kontrakt z tym młodym zespołem i pomógł im nagrać w 2005 roku ich pełnometrażowy debiut "Almost Here".
24 maja 2011 roku na stronie zespołu pojawiła się informacja, że Andy Mrotek i Michael Chislett opuszczają zespół, by rozwijać własne muzyczne kariery.

## Skład zespołu
Aktualni członkowie zespołu:
- William Beckett – wokal, teksty
- Mike Carden - gitara prowadząca
- Adam T. Siska - gitara basowa

Byli członkowie zespołu:
- Michael Guy Chislett - gitara
- Andy Mrotek - perkusja
- Tom Conrad
- Adrian LaTrace Jr
- Mike DelPrincipe

## Dyskografia
Albumy
- Almost Here (2005)
- Santi (2007)
- Fast Times at Barrington High (2008)

EP 
- The Academy (2004)
- From the Carpet (2006)
- Lost In Pacific Time: The AP/EP (2009)

Single
- Checkmarks  (2005)
- Slow Down  (2006)
- The Phrase That Pays  (2006)
- We've Got a Big Mess on Our Hands  (2007)
- Everything We Had  (2007)
- Neighbors  (2007)
- About a Girl  (2008)
- Summer Hair = Forever Young  (2008)